# Child of Darkness: From the Original Master Tapes
| Recensione | Giudizio |
| ---------- | -------- |
| AllMusic   |          |

Child of Darkness: From the Original Master Tapes è un album raccolta del gruppo musicale statunitense Bedemon, pubblicato nel 2006.

## Tracce
1. Child of Darkness – 4:12
2. Enslaver of Humanity – 2:54
3. Frozen Fear – 4:14
4. One-Way Road – 2:47
5. Serpent Venom – 3:56
6. Last Call – 3:07
7. Drive Me to the Grave – 3:21
8. Into the Grave – 3:15
9. Skinned – 2:09
10. Through the Gates of Hell – 3:32
11. Touch the Sky – 5:06
12. Child of Darkness, Pt. 2 – 3:02
13. Time Bomb – 4:28
14. Nighttime Killers – 3:46
15. Axe to Grind – 5:26

## Formazione
- Bobby Liebling - voce
- Mike Matthews - basso
- Geof O'Keefe - batteria
- Randy Palmer - chitarra